# 백현숙
백현숙(1967년 2월 13일 ~ )은 대한민국의 배우이다.

## 가족 관계
- 언니 백현미
- 여동생 백현주

## 학력
- 숙명여자대학교 무용학과

## 생애
1977년 TBC 동양방송 공채 2기 아역 탤런트로 데뷔하였다. 이후 텔레비전 드라마와 연극과 영화에서 활약하였다.

## 출연작

### 드라마
- 1984년 KBS 일요아침드라마 《대관령》
- 1984년 KBS 주말연속극 《유쾌한팔도강산》
- 1984년 KBS 《고교생일기》
- 1983년 MBC  《호랑이선생님》
- 1997년 MBC 특별기획드라마 《아름다운 그녀》
- 1997년~1999년 MBC 《베스트극장 - 반가사유상, 지하철, 야수와 미녀, 밀레니엄 베이비》
- 1999년 MBC 대하드라마 《허준》
- 2001년 MBC 대하드라마 《상도》
- 2002년 SBS 《올인》
- 2003년 MBC 대하드라마 《대장금》
- 2003년 SBS 《폭풍속으로》
- 2006년 MBC 월화드라마 《주몽》 ... 연채령 역
- 2007년 MBC 대하드라마 《이산》
- 2010년 SBS 드라마스페셜 《나쁜 남자》 ... 홍태성의 생모 역
- 2015년 KBS 대하드라마 《징비록》

등 다수 드라마 출연

### 영화
- 2009년 영화《하늘과 바다》
- 2017년 영화《슬프지 않아서 슬픈》
- 2023년 영화《킬링 로맨스》 - 수잔 B 역

### 방송
- 2020년 예능 SmileTV 《홈인스토리》
- 2019년 교양 KBS

《우리말겨루기》《아침마당-명불허전》
- 2020년 교양 KBS 《우리말겨루기》
- 2021년 예능 SmileTV 《기차로》
- 2021년 예능 tvN 《식스센스 시즌2》

### 라디오 프로그램
- 2015년 EBS 《EBS 책 읽는 라디오 낭독 시리즈》